# Gutenborn
Gutenborn est une commune allemande de l'arrondissement du Burgenland, Land de Saxe-Anhalt.

## Géographie
| Kretzschau  | Zeitz     |              |
| Wetterzeube | Gutenborn | Schnaudertal |
|             | Gera      | Pölzig       |

## Histoire
Gutenborn est née de la fusion volontaire le 1er janvier 2010 de Bergisdorf, Droßdorf, Heuckewalde et Schellbach dans le cadre de la réforme administrative de la Saxe-Anhalt.